# Burg Mergelp
Die Burg Mergelp ist eine ehemalige Burganlage auf dem Wylerberg in der niederländischen Gemeinde Berg en Dal nahe dem deutschen Ort Wyler in der Gemeinde Kranenburg.

## Geschichte
Die Burg Mergelp war um das Jahr 1000 vermutlich im Besitz des Grafen Balderich von Uplage und seiner Frau Adela von Elten. Sie gehörte wohl zur Gründungsausstattung des von den beiden gegründeten Stifts Zyfflich. 1117 erwarb der Kölner Erzbischof Friedrich I. von Schwarzenburg Berg und Burg vom Stift. 1223 belehnte Erzbischof Engelbert I. den Klever Grafen Dietrich VI. mit dem Berg unter der Auflage, die Burg wiederaufzubauen und dem Kölner Erzstift als Offenhaus zur Verfügung zu stellen. Dies ist aber wohl nicht geschehen.
Im Spätmittelalter und in der Frühen Neuzeit gehörte der Wylerberg mit Mergelp zum klevischen Land Kranenburg, im 19. und frühen 20. Jahrhundert zur Gemeinde Wyler im Amt Kranenburg. 1949 kam Mergelp mit weiteren Gebieten der Gemeinden Wyler und Zyfflich unter niederländische Verwaltung. Während Teile von Wyler 1963 zurückgegliedert wurden, verblieb Mergelp bei den Niederlanden und gehört heute zur Gemeinde Berg en Dal (Gemeinde) (siehe dazu: Niederländische Annexionspläne nach dem Zweiten Weltkrieg).

## Bau
Die Burg Mergelp bestand aus zwei Motten, die heute noch mitsamt den sie umgebenden Wällen gut erkennbar sind. Die kleinere der beiden Motten bot eine sehr gute Aussicht über die Rheinniederung der Düffel und war somit strategisch äußerst bedeutsam. Die natürliche Formation des Wylerbergs/Teufelsbergs und das zu dessen Füßen gelegene Wylermeer boten zudem hervorragende natürliche Voraussetzungen für die Verteidigung der Anlage.